# بابی دیویسن
بابی دیویسن (انگلیسی: Bobby Davison؛ زادهٔ ۱۷ ژوئیهٔ ۱۹۵۹) یک بازیکن فوتبال اهل بریتانیا است.